# محمد علي الأعسم
محمد علي بن حسين بن محمد الشهير بـالأعسم (1740- 1817) فقيه شيعي وشاعر عراقي. ولد في النجف ونشأ فيها وأخذ العلم على كبار علماء عصره منهم محمد مهدي بحر العلوم وجعفر كاشف الغطاء. عُرِف بفضله وتقاه، وعلمه وأدبه، وكان مؤرخًا إلى جانب شاعريته وأدبه. قضى حياته في العراق، وقصد الحجاز حاجاً. كان كبير آل الأعسم النجفي، وهم من العسمان فخذ من قبيلة حرب المعروفة في الحجاز. جمع محمد السماوي بعض شعره وسمّاه ديوان الأعسم. 

## شعره
له قصائد نشرت في كتاب شعراء الغري وله ديوان مخطوط أشار إليه المترجمون له، هذا، وقد جمعت مراثيه في ديوان مخطوط في مكتبة محمد علي اليعقوبي. له خمس منظومات في الفقه (1930)، ومنظومة في المطاعم والمشارب (1930)، ومنظومة في المواريث والعدد والرضاع والديات - شرح: ولده عبد الحسين (1930). ذكره عبد العزيز البابطين في معجمه وقال«شاعر نظم في الرثاء والمدح والتهنئة والمراسلات والمساجلات، ومارس التأريخ الشعري، وشكوى الزمن، وله أراجيز متعددة الأغراض، وتخميس على عدد من المدائح المشهورة، معتمدًا العروض الخليلي، واللغة المعجمية، والعناية بالأساليب الرصينة، والتراكيب المحكمة.» 

## مؤلفاته
من آثاره المطبوعة:
- خمس منظومات في الفقه
- منظومة في المطاعم والمشارب
- منظومة في المواريث والعدد والرضاع والديات
- نماذح من شعر محمد علي الأعسم، نشرها علي الخاقاني في شعراء الغري، المجلد العاشر. [5]